# Functietheorie

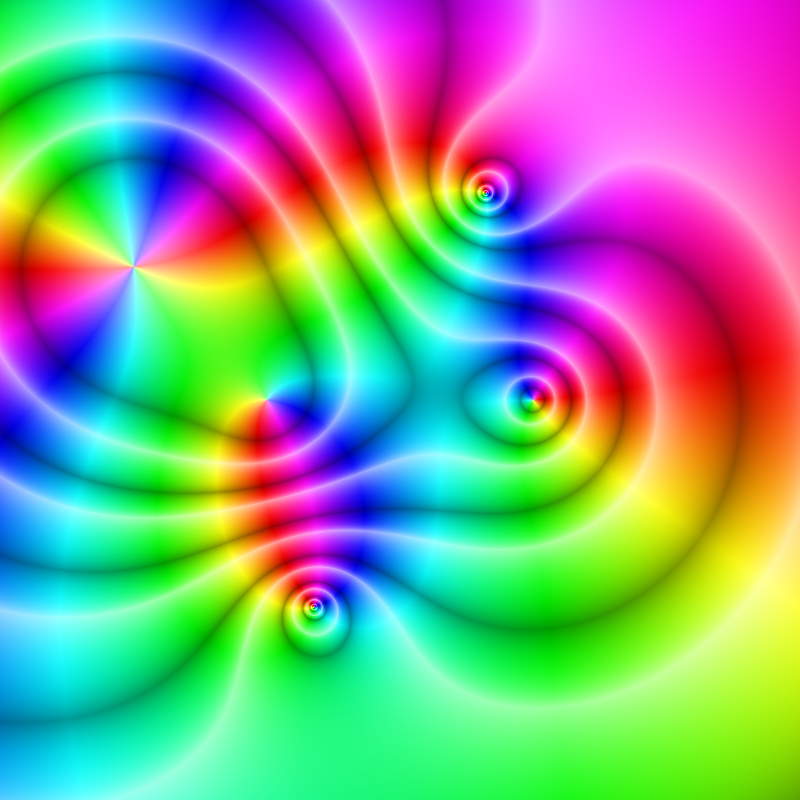
Plot van de functie
,
waarbij de kleur het argument en de helderheid de modulus van een waarde weergeeft.

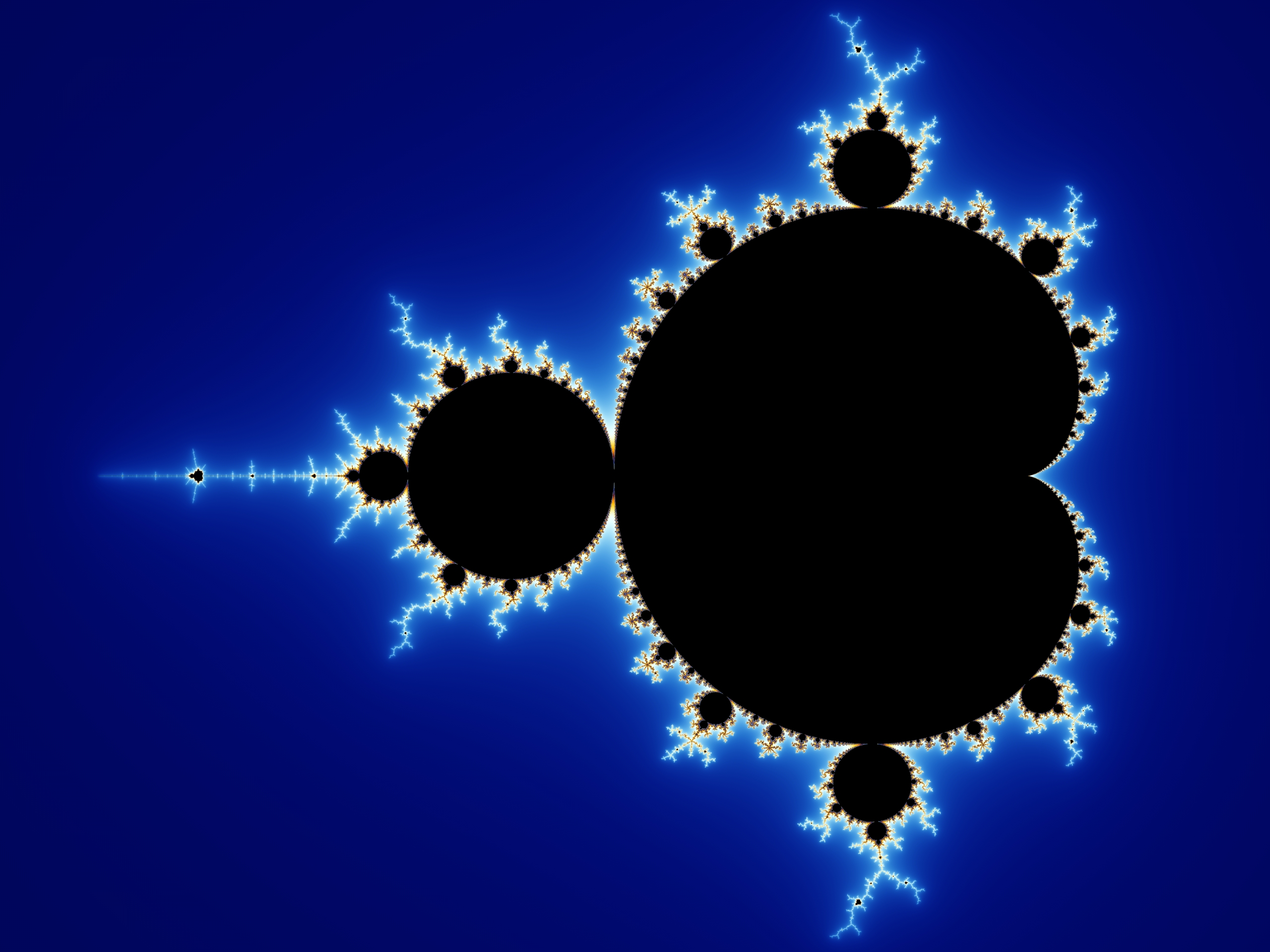
Mandelbrotverzameling

Functietheorie, complexe functietheorie of complexe analyse is de theorie van complexe functies. Het is een van de klassieke takken van de wiskunde. Als uitbreiding op de reële getallen wordt in de functietheorie, hoewel dat niet uit het woord blijkt, dus met complexe getallen gerekend. De functietheorie is van groot nut in vele takken van de wiskunde, waaronder de getaltheorie en de toegepaste wiskunde.
De belangrijkste functies in het complexe vlak die bestudeerd worden zijn bijna overal differentieerbaar. De reële en imaginaire delen van iedere analytische functie voldoen aan de cauchy-riemann-differentiaalvergelijkingen.
In tegenstelling tot de reële analyse, waar de variabele meestal {\displaystyle x} wordt genoemd, wordt in de functietheorie de complexe variabele {\displaystyle z} genoemd. De variabelen {\displaystyle x} en {\displaystyle y} staan voor het reële en imaginaire deel van {\displaystyle z}.

## Geschiedenis
De functietheorie heeft haar wortels in het werk van de 18e-eeuwse wiskundige Euler. Grote bijdragen zijn geleverd door Gauss, Riemann, Cauchy, Weierstrass en nog door velen in de 20e eeuw. De theorie van de hoekgetrouwe of conforme afbeeldingen, heeft vele natuurkundige toepassingen. Zij wordt ook veel gebruikt in de analytische getaltheorie. De complexe analyse heeft een nieuwe impuls gekregen door de complexe dynamica en de plaatjes van fractals. Een andere belangrijke toepassing vindt de functietheorie in de snaartheorie, een conforme invariante kwantumveldentheorie. De functietheorie wordt bijvoorbeeld in de signaalanalyse en de energietechniek gebruikt.

## Complexe functies
Een complexe functie is een functie waarbij de variabelen en de daarbij horende functiewaarde beide complexe getallen zijn. Om precies te zijn is een complexe functie een functie, waarvan zowel het domein als het bereik een deelverzameling zijn van het complexe vlak.
Voor een willekeurige complexe functie kunnen zowel de variabele als daarbij horende functiewaarde in een reëel en imaginair deel worden gescheiden:
{\displaystyle z=x+iy} en
{\displaystyle w=f(z)=u(z)+iv(z)}
waar {\displaystyle x,y\in \mathbb {R} \,} en {\displaystyle u(z),v(z)} reëelwaardige functies zijn.
De elementaire reële functies, zoals polynomen, exponentiële functies, logaritmen en goniometrische functies, kunnen in de functietheorie op dezelfde manier worden gebruikt. Het is dan wel een voorwaarde dat wanneer de variabele {\displaystyle z} reëel wordt gekozen, de functiewaarde dezelfde is als bij de oorspronkelijk reële functie.

## Afgeleiden en de Cauchy-Riemann-differentiaalvergelijkingen
Net als in de reële analyse kan een gladde functie {\displaystyle w=f(z)} een afgeleide op een bepaald punt in haar domein {\displaystyle \Omega } hebben. De definitie van de complexe afgeleide
{\displaystyle f^{\prime }(z)={\frac {\mathrm {d} w}{\mathrm {d} z}}=\lim _{h\to 0}{\frac {f(z+h)-f(z)}{h}}}
lijkt veel op de reële afgeleide, maar er is een belangrijk verschil. De limiet kan in de reële analyse alleen worden benaderd door langs de x-as te bewegen, dus eendimensionaal. In de functietheorie kan de limiet worden benaderd vanuit elke richting in het complexe vlak, en voor het bestaan van de afgeleide moet de limiet in alle richtingen hetzelfde zijn, dus ongeacht de richting dat {\displaystyle h} naar 0 nadert. Differentieerbaarheid van een complexe functie is dus een zwaardere eis dan voor reëelwaardige functies.
Als de limiet, de afgeleide, voor ieder punt {\displaystyle z\in \Omega } bestaat, zegt men dat {\displaystyle f} differentieerbaar op Ω is. Het kan worden aangetoond dat een willekeurige differentieerbare functie analytisch is.  In de berekening van de reële getallen kan een functie worden geconstrueerd die overal een eerste afgeleide heeft, maar waarvoor de tweede afgeleide in een of meer punten in het domein van deze functie niet bestaat. Aan de andere kant: als een functie eenmaal differentieerbaar is in een omgeving in het complexe vlak, dan is deze functie in diezelfde omgeving ook oneindig differentieerbaar.
Een complexe functie {\displaystyle f:D\subseteq \mathbb {C} \to \mathbb {C} } kan ontleed worden in:
{\displaystyle f(z)=f(x+iy)=u(x,y)+i(v(x,y)},
waarin
{\displaystyle z=x+iy}
en
{\displaystyle z,y,v(x,y),u(x,y)\in \mathbb {R} }.
Door toepassing van de methoden van de vectoranalyse op de partiële afgeleiden van de twee reële functies {\displaystyle u(x,y)} en {\displaystyle v(x,y)}, kan worden aangetoond dat het bestaan van de afgeleide van {\displaystyle f} impliceert dat
{\displaystyle f^{\prime }(z)={\frac {\partial u}{\partial x}}+i{\frac {\partial v}{\partial x}}={\frac {\partial v}{\partial y}}-i{\frac {\partial u}{\partial y}}.}
Daaruit volgt dat de cauchy-riemann-differentiaalvergelijkingen moeten gelden:
{\displaystyle {\frac {\partial u}{\partial x}}={\frac {\partial v}{\partial y}},\quad {\frac {\partial u}{\partial y}}=-{\frac {\partial v}{\partial x}}}
of in andere notatie,
{\displaystyle u_{x}=v_{y},\quad u_{y}=-v_{x}.}
Door differentiëren van dit systeem van twee partiële differentiaalvergelijkingen respectievelijk naar {\displaystyle x} en naar {\displaystyle y}, kan worden aangetoond dat
{\displaystyle {\frac {\partial ^{2}u}{\partial x^{2}}}+{\frac {\partial ^{2}u}{\partial y^{2}}}=0,\quad {\frac {\partial ^{2}v}{\partial x^{2}}}+{\frac {\partial ^{2}v}{\partial y^{2}}}=0}
of in een andere gebruikelijker notatie,
{\displaystyle u_{xx}+u_{yy}=v_{xx}+v_{yy}=0.}
Met andere woorden, het reële en het imaginaire deel van een differentieerbare functie van een complexe variabele zijn harmonische functies, omdat zij aan de laplace-vergelijking voldoen.

## Holomorfe functies
Holomorfe functies zijn complexe functies die op een open deelverzameling van het complexe vlak zijn gedefinieerd en die differentieerbaar zijn. Complexe differentieerbaarheid heeft veel sterkere consequenties dan de gewone (reële) differentieerbaarheid. Holomorfe functies zijn bijvoorbeeld oneindig vaak differentieerbaar, een eigenschap die zeker niet geldt voor differentieerbare reële functies. De meeste elementaire functies, met inbegrip van de exponentiële functie, de goniometrische functies en alle polynomen, zijn holomorf.
Een complexe functie die gedefinieerd is op een open deelverzameling van het complexe vlak en die, behalve in een aantal geïsoleerde punten, differentieerbaar is, wordt meromorf genoemd. De punten waarin een meromorfe functie niet differentieerbaar is, zijn de polen van de functie.
Een functie die in het hele complexe vlak kan worden gedifferentieerd, heet geheel.

## Belangrijkste resultaten
Een centraal instrument in de functietheorie is de lijnintegraal. De integraal langs een gesloten pad van een functie die overal in het omsloten gebied kan worden gedifferentieerd, is volgens de integraalformule van Cauchy altijd gelijk aan nul.
De functietheorie kan worden gebruikt om van twee soorten reële integralen de waarde te berekenen: voor oneigenlijke integralen, dan is het domein van de te berekenen integraal onderdeel van het gekozen pad, en voor begrensde integralen met een sinus of cosinus in de noemer, dan wordt na een substitutie het gekozen pad een complexe cirkel. Met de residuenstelling en de waarde van de residuën binnen de complexe kringintegraal kan de gegeven integraal worden berekend. De te integreren functie kan rondom een singulariteit door een laurentreeks worden benaderd. Het residu in de singulariteit is dan gelijk aan de coëfficiënt {\displaystyle a_{-1}} van het product {\displaystyle a_{-1}x^{-1}} in deze reeksontwikkeling. Het opmerkelijke gedrag van holomorfe functies in de buurt van essentiële singulariteiten wordt door de stelling van Picard beschreven.
De stelling van Liouville kan worden gebruikt om de hoofdstelling van de algebra te bewijzen, die stelt dat het veld/lichaam van de complexe getallen algebraïsch gesloten is.
Een belangrijke eigenschap van holomorfe functies is dat, als een functie holomorf is over een enkelvoudig samenhangend domein, de waarden van deze functie volledig worden bepaald door de waarden ervan op een willekeurig kleiner subdomein. Van de functie op het grotere domein wordt gezegd dat deze functie analytisch voortgezet is van haar waarden op het kleinere domein. Dit maakt de uitbreiding van de definitie van functies mogelijk, zoals de Riemann-zèta-functie, die oorspronkelijk worden gedefinieerd in termen van oneindige sommen, die slechts op beperkte domeinen convergeren naar bijna het gehele complexe vlak. Soms, zoals in het geval van de natuurlijke logaritme, is het onmogelijk om een holomorfe functie analytisch voort te zetten naar een niet-enkelvoudig verbonden domein in het complexe vlak, maar is het wel mogelijk de functie uit te breiden naar een holomorfe functie op een nauw verwant oppervlak, dat bekend staat als een riemann-oppervlak.
Dit alles heeft betrekking op de functietheorie in één variabele. Er bestaat ook een zeer rijke theorie van de functies met meer dan één complexe variabele, waar bijvoorbeeld de machtreeks nog steeds kan worden gebruikt, terwijl de meeste van de meetkundige eigenschappen van holomorfe functies in één complexe dimensie, zoals hoekgetrouwheid, niet voorkomen. Een voorbeeld is de afbeeldingstelling van Riemann over de hoekgetrouwe relatie van zekere domeinen in het complexe vlak, misschien wel het belangrijkste resultaat in de eendimensionale theorie, deze geldt dus niet voor hogere dimensies.
Een möbius-transformatie is een rationale functie van de vorm
{\displaystyle f(z)={\frac {az+b}{cz+d}}}
Hierin zijn de coëfficiënten {\displaystyle a,b,c,d} complexe getallen die voldoen aan de relatie {\displaystyle ad-bc\neq 0}. Möbius-transformaties zijn naar Möbius genoemd en worden in de meetkunde gebruikt.
De complexe vermenigvuldiging leent zich er in twee dimensies goed voor om meetkundige rotaties weer te geven. Die kunnen in drie dimensies dan weer met quaternionen worden weergegeven.

## Video
- (en)  M Barrus op YouTube. functietheorie. 36 video's
- (en)  P Bonfert - Taylor op YouTube. Analysis of a Complex Kind. 36 video's